# Kogaionidae
Kogaionidae (лат.) — семейство вымерших млекопитающих из подотряда Cimolodonta отряда многобугорчатых. Ископаемые остатки известны из верхнего мела и палеоцена (70,6—56,0 млн лет) на территории Европы (Румыния, Бельгия, Франция и Испания). Начав как эндемики древнего острова Хацег в верхнем мелу, где они были фактически доминирующей группой млекопитающих и разошлись в довольно уникальные экологические ниши, они распространились по всей Европе в палеоцене, где они на короткое время стали основным компонентом фауны млекопитающих перед своим вымиранием. Они считаются базальными членами Cimolodonta.

## Классификация
Это семейство является частью подотряда Cimolodonta, обычно считающегося тесно связанным с Taeniolabidoidea.

## Биология
Как и некоторые современные грызуны и землеройки, по крайней мере некоторые Kogaionidae имели красную, пигментированную железом эмаль. У Barbatodon это больше похоже на то, что наблюдается у землероек, а не на состояние, наблюдаемое у грызунов, и предполагает привычки насекомоядных. Это уникальный эволюционный путь, пройденный в изоляции их островной среды, почти полностью лишенной конкурирующих млекопитающих, и непреднамеренно приведший к их выживанию во время мел-палеогенового вымирания.
У Litovoi tholocephalos наблюдалось экстремальное уменьшение размера мозга, демонстрируя один из самых маленьких мозгов по отношению к размеру тела среди всех известных млекопитающих. Кроме того, у него на голове был небольшой купол, как у пахицефалозавра.

## Распространение и экология
Впервые появляются как островные эндемики в Маастрихтской Румынии. Они фактически являются единственными европейскими многобугорчатыми из позднего мела, несмотря на огромное их разнообразие раннего мела в Британии и на Пиренейском полуострове. Предполагаемый Kogaionidae также известен из кампана Аппалачей, но его принадлежность к ним маловероятна, учитывая ограниченный островом Хацег ареал.
Возможно, благодаря питанию насекомыми Kogaionidae пережили мел-палеогеновое вымирание. В палеоцене остров Хацег соединился с остальной Европой, и Kogaionidae расселились по Европе. Их ископаемые остатки известны во Франции, Испании и Бельгии, помимо палеоценовых отложений Румынии в Джисоу. Некоторое время они были одними из самых распространенных млекопитающих в Европе, но к позднему палеоцену появление других групп многобугорчатых из Северной Америки привело к их быстрому упадку, завершившемуся вымиранием в палеоцен-эоценовый термический максимум.

## Классификация
На январь 2025 семейство включают следующие вымершие роды и виды:
- †Barbatodon Radulesco and Samson, 1987
  - †Barbatodon oardaensis Codrea et al., 2014
  - †Barbatodon transylvanicus Radulesco and Samson, 1987
- †Hainina Vianey-Liaud, 1979
  - †Hainina belgica Vianey-Liaud, 1979
  - †Hainina godfriauxi Vianey-Liaud, 1979
  - †Hainina pyrenaica Peláez-Campomanes et al., 2000
  - †Hainina vianeyae Peláez-Campomanes et al., 2000
- †Kogaionon Râdulescu and Samson, 1996
  - †Kogaionon radulescui Smith et al., 2022
  - †Kogaionon ungureanui Radulescu and Samson, 1996
- †Litovoi Csiki-Sava et al., 2018
  - †Litovoi tholocephalos Csiki-Sava et al., 2018